# Palkonya
Palkonya (németül: Balken, Palkan, régi nevén Németpalkonya) község Baranya vármegyében, a Siklósi járásban.

## Fekvése
A Villányi-hegység északkeleti oldalán fekszik, Villánytól mintegy 4 kilométerre északnyugatra; egyutcás falucska. A szomszédos települések: észak felől Kiskassa, északkelet felől Ivánbattyán, délkelet felől Villánykövesd, dél felől Kisharsány, délnyugat felől Nagytótfalu, nyugat felől Vokány, északnyugat felől pedig Újpetre.

### Megközelítése
Közúton Villánykövesd vagy Újpetre érintésével közelíthető meg, az 5707-es úton; zsáktelepülésnek tekinthető északkeleti szomszédjával, Ivánbattyánnal az 57 116-os számú mellékút köti össze.
A hazai vasútvonalak közül a Pécs–Mohács-vasútvonal érinti, melynek egy megállási pontja van itt. Palkonya megállóhely a belterület déli szélén helyezkedik el, közvetlenül az 5707-es út vasúti keresztezése mellett, annak keleti oldalán.

## Története
Palkonya nevét az oklevelek 1296-ban említették először, Polkona, Polkuna alakban írva. A falu ekkor a kéméndi uradalomhoz tartozott. 1296-ban a falu Győr nemzetségbeli Óvári Konrád birtoka volt, melyet ez évben Lőrinc nádor fia Kemény és (Kórógyi) Fülöp kirabolt és elpusztított. 1330-ban Konrád unokái osztozkodtak Palkonyán.
A falu a török megszállás idején is lakott maradt, azonban lakossága megfogyatkozott. 1687-ben a törökök kiűzése után a falunak csak 8 háza, és 20 lakosa volt. Az 1730-as években német telepesek és néhány szerb és horvát család érkezett a faluba.
2001-ben a lakosság 6,2%-a német nemzetiségűnek vallotta magát.

## Idegen elnevezései
Palkonya német neve Balken vagy Palkan, a töttösi horvátok Plakinjának, az átai horvátok pedig Palkonijának nevezik.

## Közélete

### Polgármesterei
- 1990–1994: Becker Leonóra Xénia (független)[4]
- 1994–1998: Becker Leonóra (független)[5]
- 1998–2002: Becker Leonóra (független)[6]
- 2002–2006: Becker Leonóra Xénia (független)[7]
- 2006–2010: Hárságyi Balázs Zoltán (független)[8]
- 2010–2014: Becker Leonóra Xénia (független)[9]
- 2014–2019: Beck Engelbert Joakim (független)[10]
- 2019–2024: Tompos Dénes (független)[11]
- 2024– : Tompos Dénes (független)[1]

## Népesség
A település népességének változása:
| Lakosok száma | 280  | 280  | 282  | 249  | 232  | 230  | 242  | 235  |
|               | 2013 | 2014 | 2015 | 2019 | 2021 | 2022 | 2023 | 2024 |

A 2011-es népszámlálás során a lakosok 99,3%-a magyarnak, 1,1% cigánynak, 0,7% horvátnak, 23% németnek mondta magát (0,7% nem nyilatkozott; a kettős identitások miatt a végösszeg nagyobb lehet 100%-nál). A vallási megoszlás a következő volt: római katolikus 69,8%, református 16,2%, evangélikus 1,1%, görögkatolikus 0,4%, felekezeten kívüli 3,2% (9,4% nem nyilatkozott).
2022-ben a lakosság 90,4%-a vallotta magát magyarnak, 22,2% németnek, 2,6% cigánynak, 0,9% görögnek, 0,4-0,4% horvátnak, bolgárnak, szerbnek, románnak és lengyelnek, 3,5% egyéb, nem hazai nemzetiségűnek (8,3% nem nyilatkozott; a kettős identitások miatt a végösszeg nagyobb lehet 100%-nál). Vallásuk szerint 47% volt római katolikus, 10,9% református, 2,6% evangélikus, 2,2% egyéb keresztény, 0,4% egyéb katolikus, 6,1% felekezeten kívüli (29,1% nem válaszolt).

## Nevezetességei

### Szent Erzsébet-templom

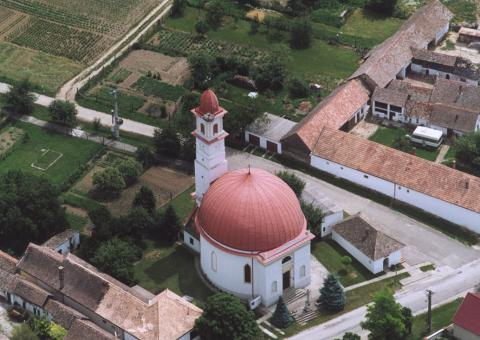
Légi felvétel a templomról

Az Szent Erzsébet-templom a meglehetősen ritka újkori körtemplomok egyike, különálló harangtoronnyal. A klasszicista torony a 1816-ban került a templom mellé, majd a templomot Szent Erzsébet tiszteletére szentelték. A barokk főoltár eredetileg a pécsi székesegyházé volt, onnan került át Palkonyára.

#### Története
A mai templom elődje egy 1771-ben befejezett kis kápolna volt, amit a falu lakosai kegyúri segítség nélkül, önerőből építettek. A kápolna építését Guldán József siklósi kövesmester vezette, a falu részéről Jobst Ferdinánd irányította a munkálatokat. A kápolnát Pritzelmajer Károly plébános szentelte fel. 1782-ben a kápolna részére Pécsett egy kis harangot öntettek, amely mellé 1793-ban Bécsből egy nagyobbat hozattak. Az első harangok sajnos már nincsenek meg.
A lakosság növekedésével a kápolna hamarosan kicsinek bizonyult, ezért a 19. század elején Batthyány Nepomuk János földbirtokos egyedülálló, klasszicista stílusú körtemplomot építtetett. Ezt Juranics Antal pécsi kanonok szentelte fel 1816-ban, Szent Erzsébet tiszteletére.

#### A templom
A bádoggal fedett kerek kupola messziről látható. A kerek templombelső átmérője 13,3 m, magassága 18 m. A négy gótikus ablak három láb széles és nyolc láb magas. Régebben a főoltáron kívül két mellékoltára is volt. A főoltár fölött hatalmas festmény függ, amely az alamizsnát osztó Szent Erzsébetet ábrázolja. Fent a kupolában egy betlehemi jelenetet ábrázoló freskó díszíti. Az oltár felett a kupolában egy freskó a Szentháromságot ábrázolja. Körben a kupola alján az öt szimbólum mindegyike egy-egy evangélistát jelképez. Az oltártól balra álló szobor a Madonnát ábrázolja. Ezt a Blum család állította hálából, amiért tanár fiuk a Dunán felrobbant hajóról tanítványaival együtt élve megmenekült. Az oltártól jobbra álló szobor a gyermek Jézust ábrázolja. A kórus található az orgonával a főbejárat felett van.
A főbejárat az utcára néz. A torony a templom mögött áll és keletre néz. A torony 38 m magas, süvege pirosra festett bádog. Itt helyezték el a kápolna két harangját, amelyekhez 1844-ben Pécsett egy harmadikat öntettek; ez a 448 kg-os harang még ma is a toronyban van, viszont a két régi harangot az első világháború alatt beolvasztották és háborús célokra feldolgozták. 1926-ban a község Pécsett ismét vásárolt egy kis, 64,5 kg-os harangot. Ezt a második világháborúig iskolaharangként használták.
A toronytól jobbra és balra két kis helyiség található. Az egyikben a sekrestye van, a másikban a toronyba vezető lépcső.
1958-ban felújították a kupola lemezborítását; a piros lemezeket szürkére cserélték. A torony süvegét 1962-ben újították fel.
1961-ben a templomot renoválták és festették. Az oltárképet és a két freskót Gebauer Ernő pécsi festőművész restaurálta. A szimbólumokat Őry József festette. A mellékoltárokat a renoválás során lebontották. Ezzel egyidőben az oltár alatt szent sírt építettek ki. A templomot az 1980-as években országos műemlékké nyilvánították.

### Pincesor
A 19. század elejétől fokozatosan épülő, 53 db, műemlékké nyilvánított présházból áll.

## Híres palkonyaiak
- Herger Ede – palkonyai származású tanár, szőlősgazda, aki borának címkéjét önmaga készíti el, valamint palkonyai népmesék írója (magyar és német nyelven). Emellett szabad idejében rajzszakos tanár lévén tájképeket és falurészleteket fest. A helyi német nyelvjárás kutatásával is foglalkozik. A 18. században bevándorolt német lakosság nyelvjárásának hangtanát elemezte diplomamunkájában.

## Érdekességek
- Pünkösdi Nyitott Pincék rendezvény: minden évben, Pünkösd vasárnapján rendezi meg a lakosság és a helyi önkormányzat.
- A község hazánkban elsőként 2007-ben Európa Kulturális Faluja lett.
- Nagyharsány és Kisharsány mellett Palkonya az egyik helyszíne a 2008-ban indult Ördögkatlan fesztiválnak.

## Képek

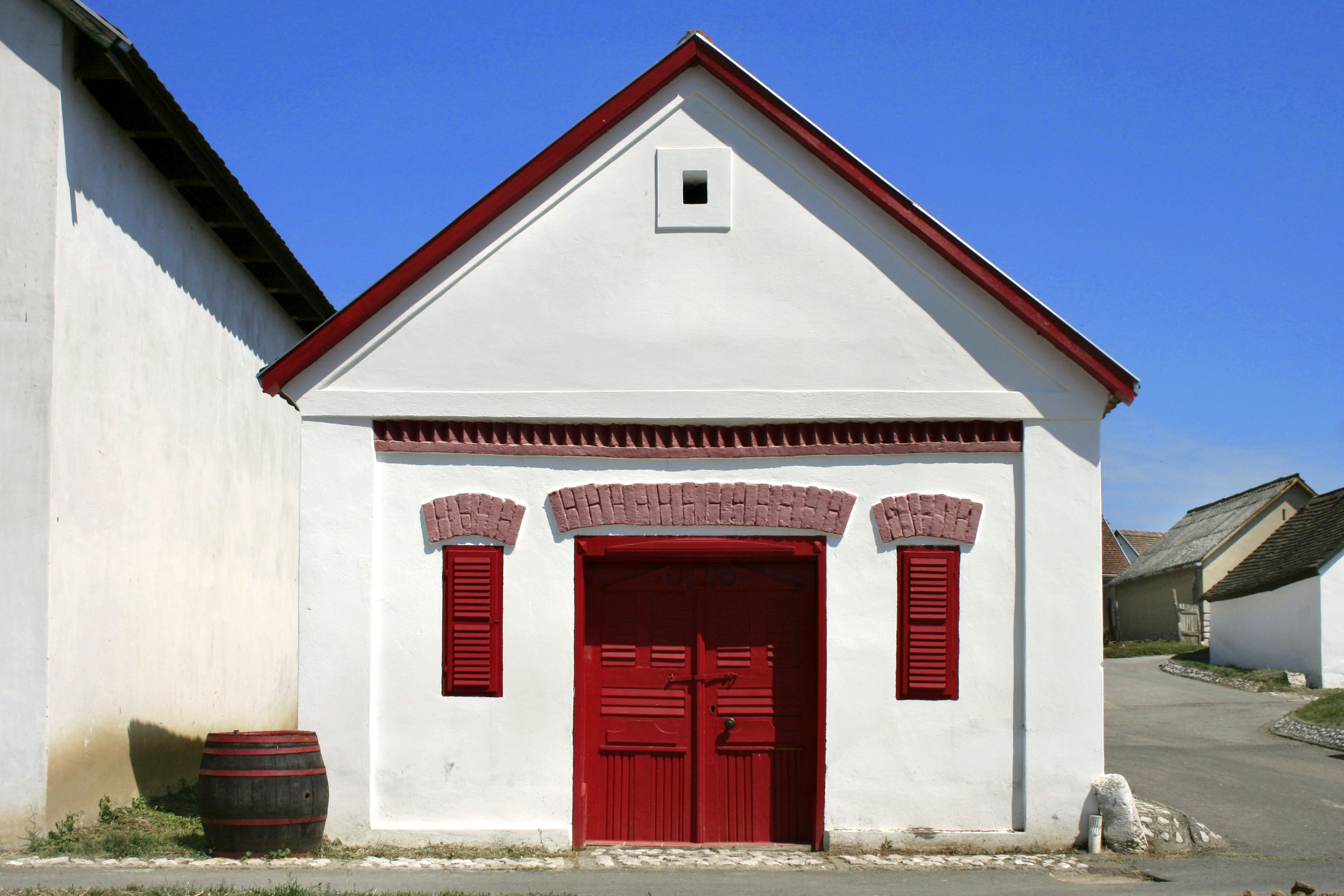
Palkonya – jellegzetes borospince a pincesoron
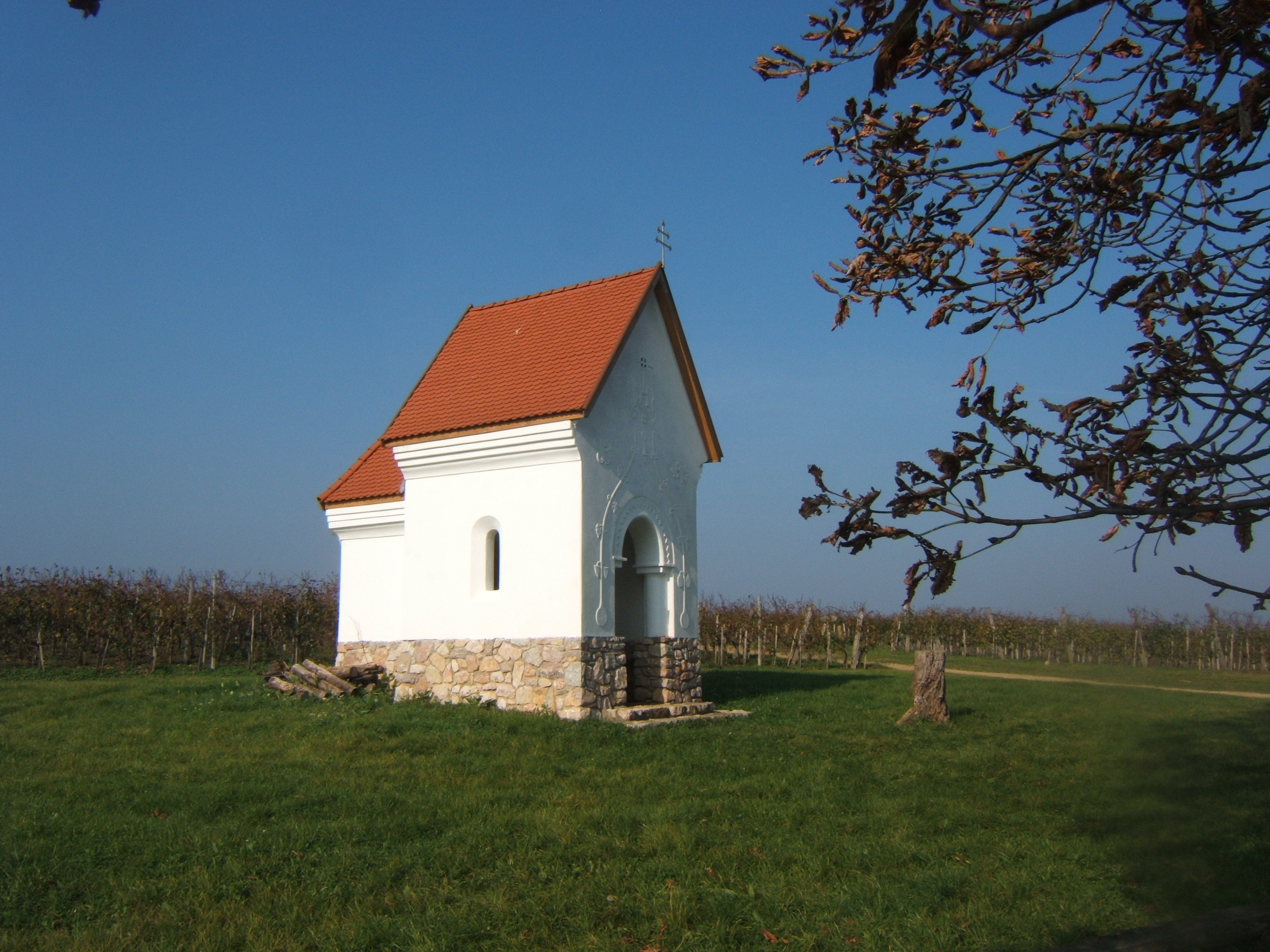
A Szent Bertalan-kápolna a szőlőhegyen